# Coupe du Kazakhstan de football 2018
Navigation
Édition précédente Édition suivante
La Coupe du Kazakhstan 2018 est la 27e édition de la Coupe du Kazakhstan depuis l'indépendance du pays. Elle prend place du 18 mars au 24 novembre 2018.
Un total de 25 équipes prennent part à la compétition, incluant les douze équipes de la première division kazakhe auxquelles s'ajoutent sept clubs du deuxième échelon et quatre autres de la troisième division ainsi que deux équipes amateurs.
La compétition est remportée par le Kaïrat Almaty, tenant du titre, qui parvient ainsi à conserver son titre au détriment du FK Atyraou à l'issue de la finale et à gagner sa neuvième coupe nationale. Cette victoire permet au club de se qualifier pour le premier tour de qualification de la Ligue Europa 2019-2020 ainsi que pour l'édition 2019 de la Supercoupe du Kazakhstan.

## Phase de groupes
Les treize équipes issues des divisions inférieures sont réparties en quatre groupes contenant trois à quatre clubs qui s'affrontent une fois, pour deux à trois matchs joués pour chaque. À l'issue de ces rencontres, les quatre premiers de groupe se qualifient pour les huitièmes de finale. Cette phase prend place entre le 18 et le 26 mars 2018.

### Groupe A
| Rang | Équipe                     | Pts | J | G | N | P | Bp | Bc | Diff |  | Résultats (▼ dom., ► ext.) | OKJ | AKA | AKJ |
| ---- | -------------------------- | --- | - | - | - | - | -- | -- | ---- |  | -------------------------- | --- | --- | --- |
| 1    | Okjetpes Kökşetaw (D2)     | 4   | 2 | 1 | 1 | 0 | 8  | 1  | +7   |  | Okjetpes Kökşetaw (D2)     |     | 1-1 |     |
| 2    | Akademia Ontoustik (D3)    | 4   | 2 | 1 | 1 | 0 | 7  | 2  | +5   |  | Akademia Ontoustik (D3)    |     |     | 6-1 |
| 3    | OSDIouSChOR-JAS Oulan (D3) | 0   | 2 | 0 | 0 | 2 | 1  | 13 | -12  |  | OSDIouSChOR-JAS Oulan (D3) | 0-7 |     |     |

### Groupe B
| Rang | Équipe             | Pts | J | G | N | P | Bp | Bc | Diff |  | Résultats (▼ dom., ► ext.) | MAK | CSKA | ROU |
| ---- | ------------------ | --- | - | - | - | - | -- | -- | ---- |  | -------------------------- | --- | ---- | --- |
| 1    | FK Maktaaral (D2)  | 4   | 2 | 1 | 1 | 0 | 8  | 2  | +6   |  | FK Maktaaral (D2)          |     | 1-1  |     |
| 2    | CSKA Almaty (D3)   | 2   | 2 | 0 | 2 | 0 | 3  | 3  | 0    |  | CSKA Almaty (D3)           |     |      | 2-2 |
| 3    | FK Rouzaïevka (D3) | 1   | 2 | 0 | 1 | 1 | 3  | 9  | -6   |  | FK Rouzaïevka (D3)         | 1-7 |      |     |

### Groupe C
| Rang | Équipe              | Pts | J | G | N | P | Bp | Bc | Diff |  | Résultats (▼ dom., ► ext.) | KYR | SDI | KAS |
| ---- | ------------------- | --- | - | - | - | - | -- | -- | ---- |  | -------------------------- | --- | --- | --- |
| 1    | Kyran Chimkent (D2) | 4   | 2 | 1 | 1 | 0 | 5  | 4  | +1   |  | Kyran Chimkent (D2)        |     |     | 3-3 |
| 2    | SDIouSChOR 8 (A)    | 3   | 2 | 1 | 0 | 1 | 4  | 2  | +2   |  | SDIouSChOR 8 (A)           | 1-2 |     |     |
| 3    | Kaspiy Aqtaw (D2)   | 1   | 2 | 0 | 1 | 1 | 3  | 6  | -3   |  | Kaspiy Aqtaw (D2)          |     | 0-3 |     |

### Groupe D
| Rang | Équipe             | Pts | J | G | N | P | Bp | Bc | Diff |  | Résultats (▼ dom., ► ext.) | TAR | ALT | EKI | AKB |
| ---- | ------------------ | --- | - | - | - | - | -- | -- | ---- |  | -------------------------- | --- | --- | --- | --- |
| 1    | FK Taraz (D2)      | 9   | 3 | 3 | 0 | 0 | 4  | 1  | +3   |  | FK Taraz (D2)              |     |     | 1-0 | 1-0 |
| 2    | Altaï Öskemen (D2) | 6   | 3 | 2 | 0 | 1 | 11 | 3  | +8   |  | Altaï Öskemen (D2)         | 1-2 |     |     | 4-0 |
| 3    | FK Ekibastouz (D2) | 3   | 3 | 1 | 0 | 2 | 5  | 8  | -3   |  | FK Ekibastouz (D2)         |     | 1-6 |     |     |
| 4    | FK Ak-Bet (A)      | 0   | 3 | 0 | 0 | 3 | 1  | 9  | -8   |  | FK Ak-Bet (A)              |     |     | 1-4 |     |

## Huitièmes de finale
Les rencontres de ce tour sont jouées le 18 avril 2018. Les équipes de la première division font leur entrée à ce stade.
| Date          | Club                     | Score                | Club                       |
| ------------- | ------------------------ | -------------------- | -------------------------- |
| 18 avril 2018 | Kyran Chimkent (D2)      | 0 - 6                | (D1) Ordabasy Chimkent     |
| 18 avril 2018 | Chakhtior Karagandy (D1) | 0 - 0 ap (7 - 6 tab) | (D1) Kyzyljar Petropavl    |
| 18 avril 2018 | FK Maktaaral (D2)        | 3 - 1                | (D1) FK Astana             |
| 18 avril 2018 | FK Taraz (D2)            | 0 - 0 ap (4 - 5 tab) | (D1) Irtych Pavlodar       |
| 18 avril 2018 | Kaysar Kyzylorda (D1)    | 2 - 0                | (D1) FK Aktobe             |
| 18 avril 2018 | Akjaïyk Oural (D1)       | 0 - 1                | (D1) FK Atyraou            |
| 18 avril 2018 | Okjetpes Kökşetaw (D2)   | 3 - 5                | (D1) Kaïrat Almaty         |
| 18 avril 2018 | Tobol Kostanaï (D1)      | 1 - 0                | (D1) Jetyssou Taldykourgan |

## Quarts de finale
Les rencontres de ce tour sont jouées le 23 mai 2018.
| Date        | Club                     | Score                | Club                  |
| ----------- | ------------------------ | -------------------- | --------------------- |
| 23 mai 2018 | Ordabasy Chimkent (D1)   | 1 - 1 ap (3 - 4 tab) | (D1) Kaïrat Almaty    |
| 23 mai 2018 | FK Maktaaral (D2)        | 0 - 3                | (D1) Irtych Pavlodar  |
| 23 mai 2018 | FK Atyraou (D1)          | 2 - 1                | (D1) Tobol Kostanaï   |
| 23 mai 2018 | Chakhtior Karagandy (D1) | 2 - 1 ap             | (D1) Kaysar Kyzylorda |

## Demi-finales
Les demi-finales sont disputés sous la forme de confrontations en deux manches, les matchs aller étant joués le 14 juin et les matchs retour le 27 juin 2018.
| Club                     | Score  | Club                 | Aller | Retour |
| ------------------------ | ------ | -------------------- | ----- | ------ |
| Chakhtior Karagandy (D1) | 1 - 3  | (D1) FK Atyraou      | 0 - 0 | 1 - 3  |
| Kaïrat Almaty (D1)       | 3E - 3 | (D1) Irtych Pavlodar | 2 - 0 | 1 - 3  |

## Finale
Le FK Atyraou connaît sa troisième finale de coupe après 2009 et 2017, tandis que le Kaïrat Almaty dispute quant à lui sa cinquième finale consécutive depuis 2014 et la douzième de son histoire. C'est ainsi la deuxième fois de suite que les deux se rencontrent à ce stade. Disputée le 24 novembre 2018 à l'Astana Arena, l'unique but de la rencontre est inscrit au quart d'heure de jeu par le défenseur Aleksandr Sokolenko qui permet au Kaïrat de remporter sa neuvième coupe nationale.
| ·                    |                          |     |
| Titulaires :         |                          |     |
|                      |                          |     |
| 1                    | Vladimir Loginovsky (en) |     |
| 5                    | Rizvan Ablitarov         |     |
| 77                   | Eldar Abdrakhmanov       | 63e |
| 7                    | František Kubík          |     |
| 18                   | Kouanych Kalmouratov     | 44e |
| 3                    | Joseph Nane              |     |
| 44                   | Jure Obšivač (en)        |     |
| 83                   | Eduard Sergienko (en)    | 72e |
| 10                   | Khayrullin (en)          |     |
| 17                   | Tunde Adeniji (en)       |     |
| 81                   | Predrag Sikimić (en)     | 84e |
|                      |                          |     |
| Remplaçants :        |                          |     |
| 6                    | Altynbek Saparov         | 44e |
| 23                   | Didar Jalmoukan          | 63e |
| 9                    | Alekseï Rodionov         | 84e |
|                      |                          |     |
| Entraîneur :         |                          |     |
| Viktor Koumykov (en) |                          |     |

| ·                |                           |     |
| Titulaires :     |                           |     |
|                  |                           |     |
| 27               | Stas Pokatilov            |     |
| 15               | Aleksandr Sokolenko (ru)  |     |
| 2                | Yeldos Akhmetov (en)      |     |
| 6                | Nuraly Alip               |     |
| 51               | Sergueï Keïler (ru)       |     |
| 5                | Gafurzhan Suyumbayev (en) | 73e |
| 14               | Aybol Abiken (en)         |     |
| 22               | Magomed Paragulgov (en)   | 88e |
| 8                | Georgy Zhukov             |     |
| 9                | Bauyrzhan Islamkhan       |     |
| 29               | Samat Sarsenov (en)       | 93e |
|                  |                           |     |
| Remplaçants :    |                           |     |
| 37               | Rachid Lioukhaï           | 73e |
| ?                | Pavel Kriventsev          | 88e |
| 23               | Viatcheslav Chvyriov      | 93e |
|                  |                           |     |
| Entraîneur :     |                           |     |
| Andrei Karpovich |                           |     |

| ·                    |                          |     |
| Titulaires :         |                          |     |
|                      |                          |     |
| 1                    | Vladimir Loginovsky (en) |     |
| 5                    | Rizvan Ablitarov         |     |
| 77                   | Eldar Abdrakhmanov       | 63e |
| 7                    | František Kubík          |     |
| 18                   | Kouanych Kalmouratov     | 44e |
| 3                    | Joseph Nane              |     |
| 44                   | Jure Obšivač (en)        |     |
| 83                   | Eduard Sergienko (en)    | 72e |
| 10                   | Khayrullin (en)          |     |
| 17                   | Tunde Adeniji (en)       |     |
| 81                   | Predrag Sikimić (en)     | 84e |
|                      |                          |     |
| Remplaçants :        |                          |     |
| 6                    | Altynbek Saparov         | 44e |
| 23                   | Didar Jalmoukan          | 63e |
| 9                    | Alekseï Rodionov         | 84e |
|                      |                          |     |
| Entraîneur :         |                          |     |
| Viktor Koumykov (en) |                          |     |

| ·                |                           |     |
| Titulaires :     |                           |     |
|                  |                           |     |
| 27               | Stas Pokatilov            |     |
| 15               | Aleksandr Sokolenko (ru)  |     |
| 2                | Yeldos Akhmetov (en)      |     |
| 6                | Nuraly Alip               |     |
| 51               | Sergueï Keïler (ru)       |     |
| 5                | Gafurzhan Suyumbayev (en) | 73e |
| 14               | Aybol Abiken (en)         |     |
| 22               | Magomed Paragulgov (en)   | 88e |
| 8                | Georgy Zhukov             |     |
| 9                | Bauyrzhan Islamkhan       |     |
| 29               | Samat Sarsenov (en)       | 93e |
|                  |                           |     |
| Remplaçants :    |                           |     |
| 37               | Rachid Lioukhaï           | 73e |
| ?                | Pavel Kriventsev          | 88e |
| 23               | Viatcheslav Chvyriov      | 93e |
|                  |                           |     |
| Entraîneur :     |                           |     |
| Andrei Karpovich |                           |     |